# Moonwalk One
Moonwalk One este un film documentar din 1971 despre zborul Apollo 11, care a transportat primii oameni pe Lună. Pe lângă evidențierea realizării tehnologice, filmul plasează evenimentul într-un context istoric și încearcă să surprindă starea de spirit și simțămintele pământenilor atunci când omul a ajuns pentru prima oară într-o altă lume. 